# Wyatt Oleff
Wyatt Jess Oleff (Chicago, Illinois; 13 de juliol de 2003) és un actor estatunidenc de cine i televisió conegut, principalment, per interpretar el paper de Stanley Uris a l’adaptació de la novel·la de Stephen King It l’any 2017 i, més tard, a la seva seqüela It: Capítol 2 l’any 2019. També és conegut per interpretar a Stanley Barber a la sèrie de Netflix I Am Not Okay with This (2020) i un jove Peter Quill a les produccions dels Marvel Studios Guardians of the Galaxy (2014) i Guardians of the Galaxy Vol. 2 (2017).

## Biografia
Wyatt Jess Oleff, fill de Doug i Jennifer Oleff, va néixer a Chicago el 13 de juliol de l’any 2003, on va viure fins a l’edat de set anys. Llavors es va traslladar a Los Angeles amb els seus pares i el seu germà gran, Eli. Va ser aleshores quan, l’any 2012, va començar la seva carrera com a actor, participant en un anunci per a la franquícia americana Coldwell Banker i interpretant, l’any 2012, un petit paper a la sèrie de televisió Animal Practice. Des de llavors, Oleff ha aconseguit papers en pel·lícules i sèries conegudes com a Stanley Uris a It o Stanley Barber a la producció de Netflix I Am Not Okay with This.

## Filmografia
| Any  | Títol                             | Paper                    |
| ---- | --------------------------------- | ------------------------ |
| 2014 | Someone Marry Barry               | J.T                      |
| 2014 | Guardians of the Galaxy           | Jove Peter Quill         |
| 2017 | Guardians of the Galaxy Vol. 2    | Jove Peter Quill         |
| 2017 | It                                | Stanley "Stan" Uris      |
| 2019 | It: Chapter 2                     | Jove Stanley "Stan" Uris |
| 2022 | Stay Awake                        | Ethan                    |
| 2023 | The Year Between                  | Neil Miller              |
| 2025 | Karate Kid: Legends (pròximament) | TBA                      |

| Any  | Títol                                                             | Paper  |
| ---- | ----------------------------------------------------------------- | ------ |
| 2015 | Crafty Or (the Unexpected Virtue of the Girl in Charge of Snacks) | Rocco  |
| 2020 | The Weight of Perfection                                          | Walker |
| 2020 | Oh, Sorry                                                         | Neil   |

| Any  | Títol                   | Paper                | Notes                                        |
| ---- | ----------------------- | -------------------- | -------------------------------------------- |
| 2012 | Animal Practice         | Jove George          | Episodi: "Who's afraid of Virginia Coleman?" |
| 2013 | Middle Age rage         | Oliver Bobeck        | Pel·lícula de televisió                      |
| 2013 | Suburgatory             | Kevuel               | Episodi: "T-ball & Sympathy"                 |
| 2013 | Shake it Up!            | Byron / Nen          | Episodi: "Haunt it Up!"                      |
| 2013 | Once Upon a Time        | Jove Rumplestiltskin | Episodi: "Think Lovely Thoughts"             |
| 2014 | Scorpion                | Owen                 | Episodi: "Dominoes"                          |
| 2015 | The History of Us       | Jove Andrew          | Pel·lícula de televisió                      |
| 2020 | I Am Not Okay with This | Stanley Barber       | Personatge principal                         |
| 2020 | Acting for a Cause      | Lysander             | Episode: "A Midsummer Night's Dream"         |
| 2023 | City on Fire            | Charlie              | Personatge principal                         |

| Any  | Títol                   | Artista | Paper |
| ---- | ----------------------- | ------- | ----- |
| 2017 | "Santa's Coming for Us" | Sia     | Fill  |

| Any  | Títol      | Paper | Notes                       |
| ---- | ---------- | ----- | --------------------------- |
| 2022 | Day by Day | Greg  | Episodi: "Destiny Cinema 2" |

## Premis i nominacions
| Any  | Organització         | Premi                    | Producció                | Resultat                                            |
| ---- | -------------------- | ------------------------ | ------------------------ | --------------------------------------------------- |
| 2017 | Premis The BAM Award | Millor repartiment       | It                       | Guanyador (juntament amb la resta del repartimient) |
| 2018 | MTV Movie + TV Award | Millor Equip en Pantalla | It                       | Guanyador (juntament amb la resta de l'equip)       |
| 2019 | Premis The BAM Award | Millor repartiment       | It: Chapter 2            | Guanyador (juntament amb la resta del repartimient) |
| 2022 | Premis IIFC Awards   | Millor repartiment       | The Weight of Perfection | Nominat (juntament amb la resta del repartimient)   |